# Cogan-I-Syndrom
Das Cogan-I-Syndrom, oft auch Oculovestibuloauditorisches Syndrom oder einfach nur Cogan-Syndrom genannt, ist ein seltenes, audio-vestibuläres Krankheitsbild des Innenohres mit Beteiligung der Augen, dessen Ursache in einer Autoimmunreaktion vermutet wird. Seine Benennung geht auf den US-amerikanischen Augenarzt David Glendering Cogan (1908–1993) zurück, der 1945 erstmals das komplette Krankheitsbild mit Entzündung der Hornhaut, einer sogenannten interstitiellen Keratitis, Schwerhörigkeit und Schwindel beschrieb.

## Ursache
Die genaue Ursache der Krankheit ist bislang nicht bekannt. Vermutet werden vaskuläre Entzündungsprozesse (Vaskulitis).

## Symptome
Das Auftreten und der Verlauf der Erkrankung sind sehr unterschiedlich. Die Symptome können gleichzeitig oder auch aufeinanderfolgend auftreten. Die Verteilung der Ohr- und Augensymptome als Erstbefund sind etwa gleich häufig. Die Veränderungen treten akut oder über Jahre hinweg schubweise auf.

### Ohren
Fast alle Patienten sind von Hörverlusten betroffen, die in 25–50 % der Fälle bis zu einer Taubheit führen können. Tinnitus und Schwindel sind ebenfalls häufig begleitend.

### Augen
Die okuläre Symptomatik besteht neben einer Keratitis häufig aus Episkleritis, Skleritis und Panuveitis. In der Regel treten die krankhaften Veränderungen beidseitig auf und variieren nach Schweregrad, Therapierbarkeit und Dauer. Eine anhaltende Visusminderung stellt sich jedoch, ausgenommen beim Auftreten von Skleritis und Panuveitis, meist nicht ein.

### Allgemeine Symptomatik
An allgemeinen Symptomen werden Fieber, Arthritiden, Myalgien, Lymphknotenschwellungen, Polyneuropathie, bei etwa 10–20 % der Patienten lokalisierte und generalisierte Vaskulitis im Bereich von zum Beispiel Aorta, Myokard, ZNS, Niere beschrieben. Diese Symptomatik ist für die Letalität des Cogan-I-Syndroms von etwa 10 % verantwortlich.

## Diagnostik
Die Diagnose muss überwiegend anhand der klinischen Befunde gestellt werden. Liegen keine signifikanten okulären Anzeichen vor, gestaltet sich die Diagnose des Cogan-I-Syndroms schwierig: die typischen Ohrbefunde „oft schubweise Hörminderung, Schwindel, Tinnitus“ sind besonders bei fehlenden Augenbefunden schwierig vom Morbus Menière abzugrenzen.

## Therapie
Therapeutisch werden bei akut aufgetretener Erkrankung Hochdosiscortisongaben eingesetzt. Bei verstärkter Symptomatik mit allgemeinen Symptomen finden Immunsuppressiva wie Cyclophosphamid, Azathioprin u. a. Verwendung. Eine Plasmapherese hat in Einzelfällen erhebliche Besserung gebracht. Es gibt Hinweise, dass vor allem bei Kindern nur eine frühzeitig einsetzende Behandlung (bis 2 Wochen nach Auftreten) den Verlauf der Erkrankung günstig beeinflussen kann. Der Ausgleich der Schwerhörigkeit erfolgt ansonsten konventionell mit einem Hörgerät oder einem Cochleaimplantat.

## Abgrenzung
Das Cogan-I-Syndrom wird häufig abgekürzt nur als Cogan-Syndrom bezeichnet. Sein Namensgeber hat 1952 ein weiteres Krankheitsbild beschrieben, die Okulomotorische Apraxie, die gelegentlich auch Cogan-II-Syndrom genannt wird. Eine weitere unabhängige Augenkrankheit wird als Cogan-Reese-Syndrom geführt, auch als Iris-Naevus-Syndrom, Bestandteil des   Iridokorneales endotheliales Syndroms (ICE), bekannt. Es handelt sich jedoch bei allen drei Erkrankungen um unterschiedliche und eigenständige Krankheitsbilder.